# 六谷
六谷是中国古代的六种主要谷物，最早见于《周礼》“膳夫”。《吕氏春秋》“审时篇”记载了禾（稷）、黍（黍米）、稻、麻（大麻）、菽（大豆）、麦六种谷物。《三字经》中，将稻、粱、菽、麦、黍、稷并成为六谷，其中，小麥並非中國原生作物，粱和稷一般认为是指不同品种的粟。